# Emil Fackenheim
Emil Ludwig Fackenheim (Halle, 22 giugno 1916 – Gerusalemme, 18 settembre 2003) è stato un teologo, filosofo e educatore tedesco, ebreo naturalizzato israeliano.
Dottore ricercatore in filosofia, è stato un noto filosofo e rabbino riformato.

## Biografia
Arrestato in Germania dai nazisti la notte del 9 novembre 1938, nota come la Notte dei cristalli, fu internato nel campo di concentramento di Sachsenhausen (1938–1939), ma riuscì poi a scappare in Gran Bretagna con suo fratello minore Wolfgang; in seguito i suoi genitori lo raggiunsero. Il fratello maggiore di Emil, di nome Ernst-Alexander, che aveva rifiutato di lasciare la Germania, fu ucciso nell'Olocausto.
Detenuto dai britannici come nemico all'inizio della seconda guerra mondiale, Fackenheim fu trasferito in Canada nel 1940, dove fu internato in un campo di internamento a Sherbrooke, nel Québec. Successivamente liberato, servì come rabbino ad interim presso il Tempio Anshe Shalom ad Hamilton (Canada), dal 1943 al 1948. Dopodiché si iscrisse  ad un corso post laurea di filosofia presso la Facoltà dell'University of Toronto, dove ottenne un Ph.D. da tale università con una tesi sulla Filosofia araba medievale (1945) e diventò professore di filosofia presso la stessa (1948–1984). Fu tra i primi curatori editoriali del bollettino accademico Dionysius.
Emigrò infine in Israele nel 1984.
Fackenheim studiò il rapporto degli ebrei con Dio, affermando che l'Olocausto deve essere inteso come un imperativo che richiede agli ebrei di affermarsi nella vita e di affermare lo Stato di Israele.
In una più completa espressione del suo sentimento, Fackenheim spiegava il concetto in questo modo:

## L'Olocausto e Israele
Continua inoltre affermando:
()
E, alla fine del saggio, conclude con la preghiera:
()

## Opere
- Paths To Jewish Belief: A Systematic Introduction (1960)
- Metaphysics and Historicity (1961)
- The Religious Dimension in Hegel's Thought (1967)
- Quest for Past and Future; Essays in Jewish Theology (1968)
- God's Presence in History: Jewish Affirmations and Philosophical Reflections (1970)
- The Human Condition After Auschwitz: a Jewish Testimony a Generation After (1971)
- Encounters Between Judaism and Modern Philosophy: a Preface to Future Jewish Thought (1973)
- From Bergen-Belsen to Jerusalem : contemporary implications of the holocaust (1975)
- The Jewish return into history: reflections in the age of Auschwitz and a New Jerusalem (1978)
- To Mend the World: Foundations of Future Jewish Thought (1982)
- The Jewish Thought of Emil Fackenheim: A Reader (1987)
- What is Judaism? An Interpretation for the Present Age (1988)
- The Jewish Bible After the Holocaust (1991)
- Jewish Philosophers and Jewish Philosophy (1996)
- The God Within: Kant, Schelling and Historicity (1996)
- An Epitaph for German Judaism: From Halle to Jerusalem (Autobiografia di Fackenheim) (2007, University of Wisconsin Press)

### Tradotti in italiano
- Cos'è l'ebraismo? Una interpretazione per il presente, Orthotes, Napoli- Salerno 2017
- Olocausto, Morcelliana, Brescia 2011
- Un epitaffio per l'ebraismo tedesco. Da Halle a Gerusalemme, Giuntina, Firenze 2010
- Tiqqun. Riparare il mondo. I fondamenti del pensiero ebraico dopo la Shoah, Medusa Edizioni, Milano 2010
- La presenza di Dio nella storia. Saggio di teologia ebraica, Queriniana, Brescia 1977, 20192